# 東漸寺 (関市)
東漸寺（とうぜんじ）は岐阜県関市下白金にある十一面観世音菩薩を本尊とする臨済宗妙心寺派の寺院で、山号は祥雲山。中濃八十八ヶ所霊場14番札所である。
無相大師関山慧玄が大悟した後最初に住持を務めた寺院と伝わる。関山慧玄は半年の滞留後伊深に移ったという。寺号はその故事にちなんでいる。その後、記録には梅龍寺5世秀林玄俊の法嗣である了江宗賛が創建と記されており、改修にあたったとみられる。織田信長の美濃攻略の際に兵火に罹ったが、尾張藩の重臣成瀬豊前守の母が開基となり中興を果たした。